# محمد نعمان
محمد نعمان (بالبنغالية: মোহাম্মদ নোমান)‏ هو سياسي بنغلاديشي، ولد في 1960. حزبياً، نشط في الحزب الوطني البنغلاديشي. وقد انتخب عضو مجلس الأمة البنغلاديشي ‏ (5 يناير 2014 – ) وانتخب عضو الدورة العاشرة لمجلس الأمة البنغلاديشي ‏ عن دائرة Lakshmipur-2 ‏ وقد انضم خلال فترته النيابية ‏ للكتلة البرلمانية الحزب الوطني البنغلاديشي.